# Скелеџија
Скелеџија управља скелом. Скела је врста пловила и служи за превоз људи, стоке и возила преко реке. Преко реке је разапета челична сајла са којом је скела повезана тако да вода не може да однесе скелу низводно. Скела делује као сплав тј. површина јој је равна а обично има и ограду да би путници и њихова имовина били заштићени од пада у реку. Постоје и скеле које су у виду већег чамца. Прелазак са једна стране реке на другу обавља скелеџија тако што користи весло или чекрк којим вуче скелу са једне стране на другу.
Скеле су најчешће грађене на брзим рекама, где у близини нема мостова. И данас их има, на пример, на рекама Дрина, Ибар и Сава.
На морима, слично пловило, за превоз људи и возила пре свега, наравно без сајле, се назива ферибот (трајект).